# Buren
Buren là một đô thị và thành phố ở phía đông Hà Lan.

## Các trung tâm dân cư
Aalst, Asch, Beusichem, Buren, Eck en Wiel, Erichem, Ingen, Kerk-Avezaath, Lienden, Maurik, Ommeren, Ravenswaaij, Rijswijk, Zoelen và Zoelmond.

## Hình ảnh

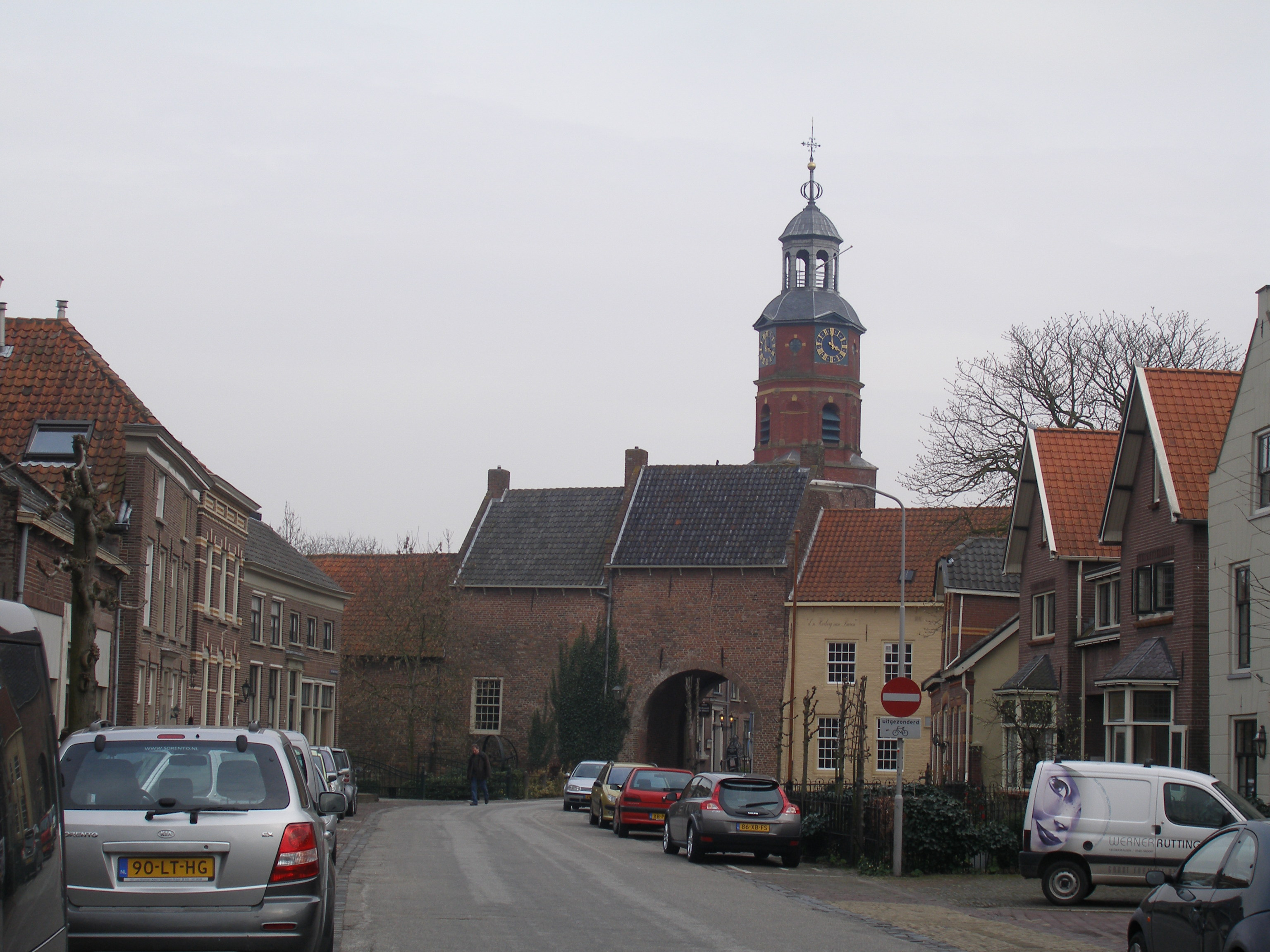
Buren
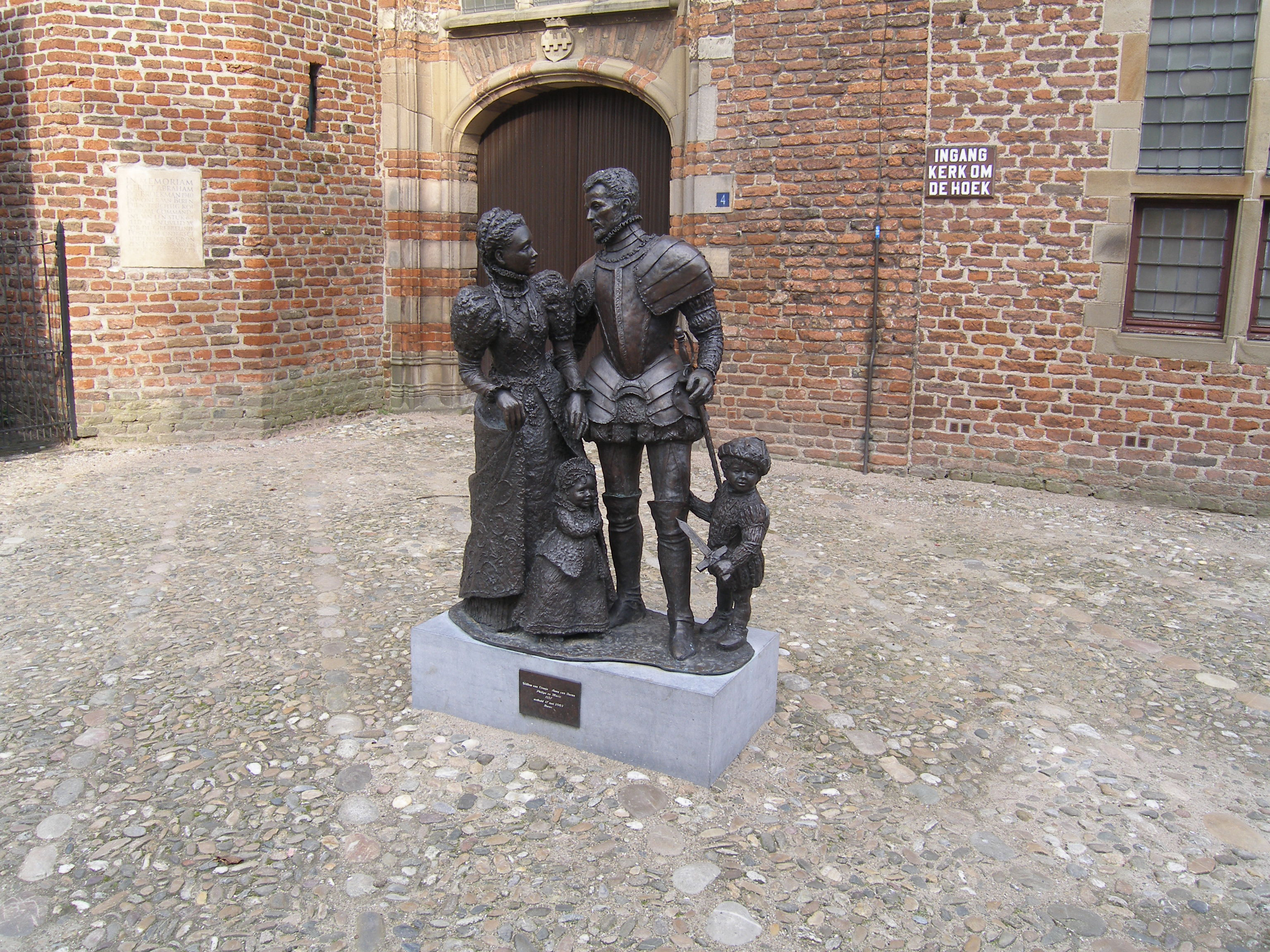
Buren
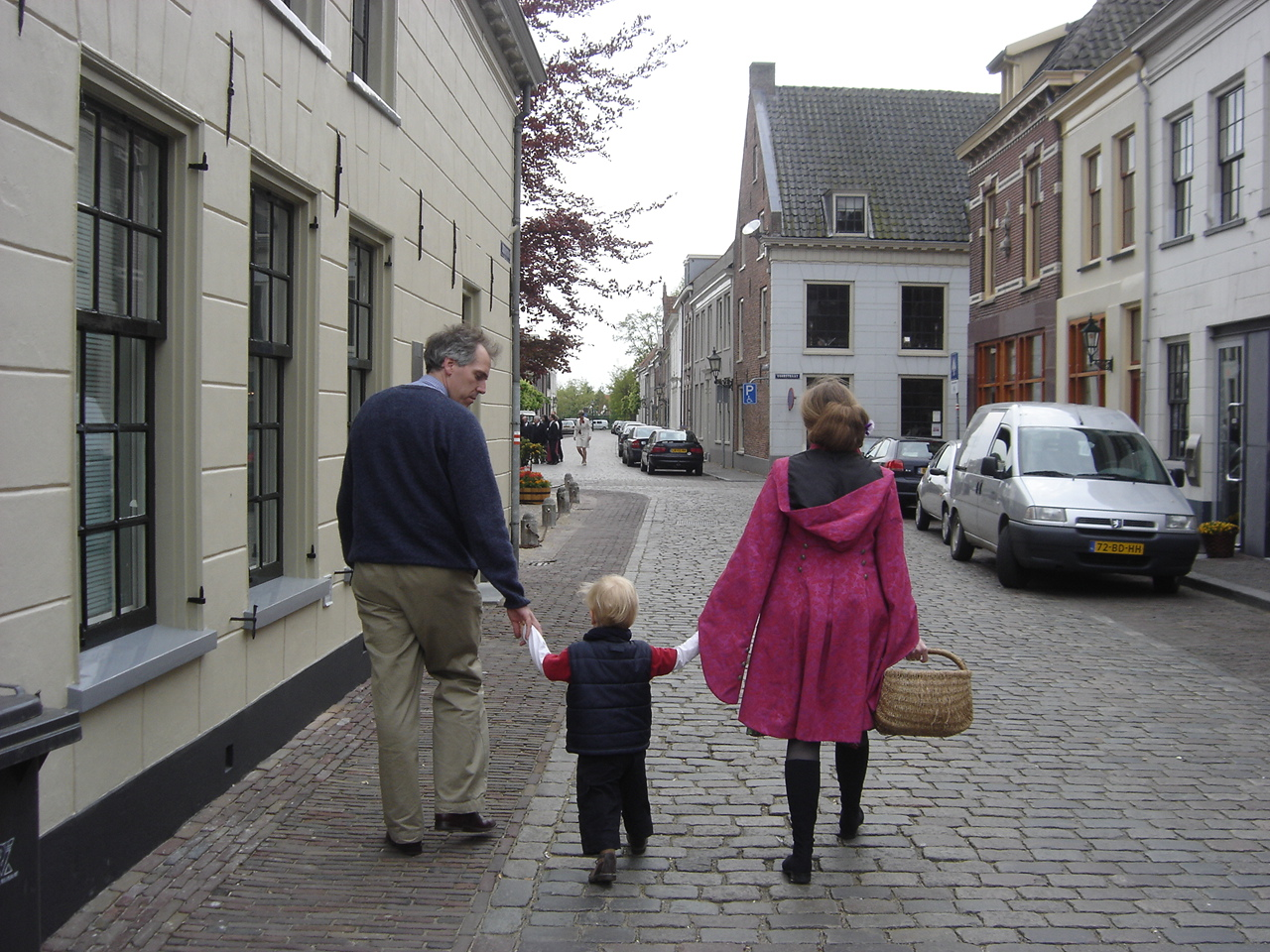
Buren
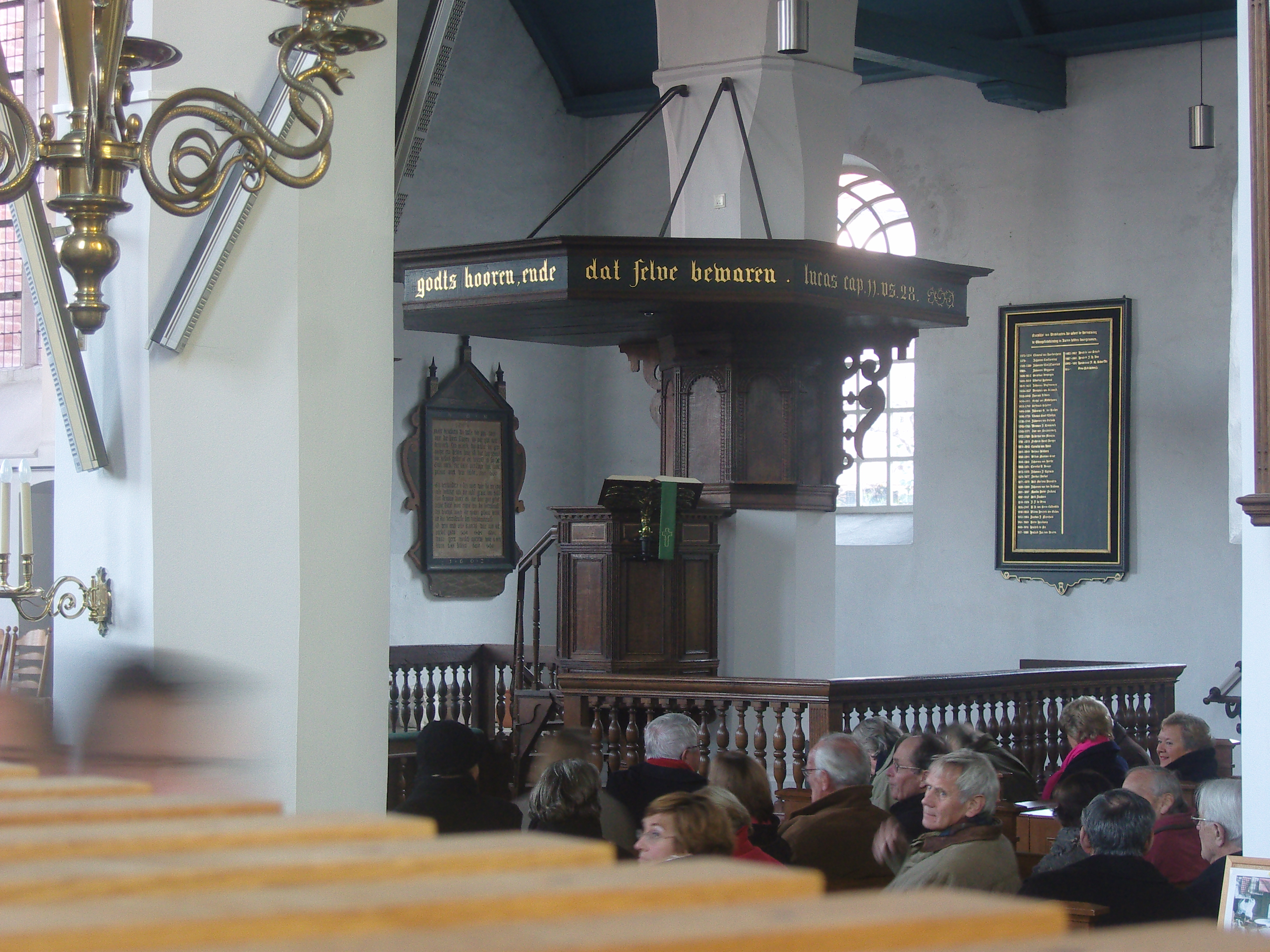
Buren
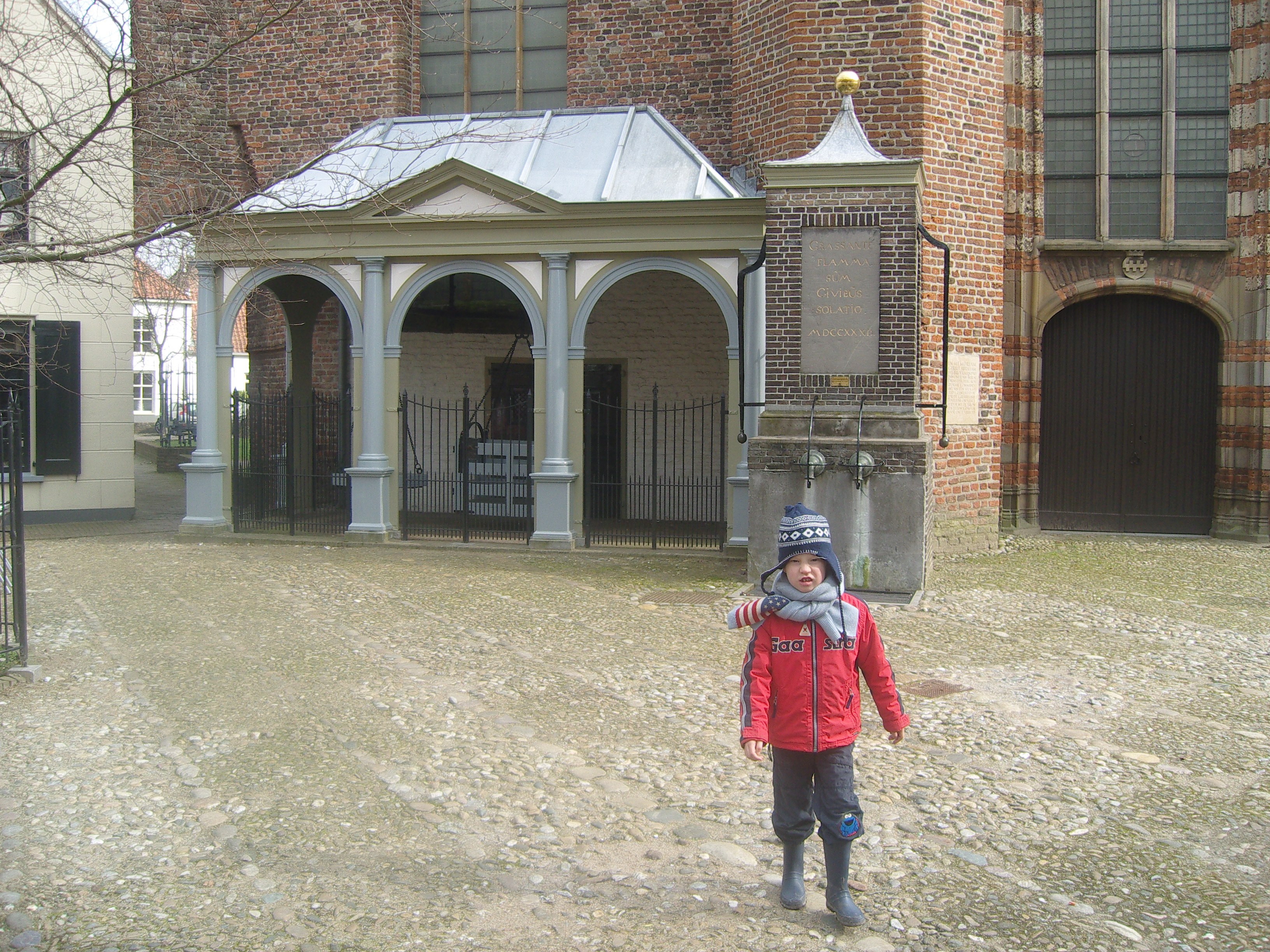
Buren